# Porphyrio melanotus
Porphyrio melanotus là một loài chim thuộc chi Porphyrio. Loài chim này sinh sống ở miền đông Indonesia, Moluccas, Aru và quần đảo Kai, cũng như ở Papua New Guinea và Úc và cũng có ở New Zealand. Ở New Zealand, nó có tên là Pukeko, xuất phát từ ngôn ngữ Māori. Loài này trước đây được coi là một phân loài của gà nước đầm lầy tía.
Khi bị đe dọa, chúng thường xuyên chạy xa nguy hiểm hơn là bay. Chúng cất và hạ cánh khá vụng về, và khoảng cách chuyến bay ngắn được ưa thích.
Chúng sống thành nhóm 3-12 cá thể và kêu to lên để cùng chống lại thành công các cuộc tấn công của diều mướp đầm lầy. Khi bị kẻ săn mồi tấn công áp đảo chúng sẽ bỏ tổ đi xây tổ khác.

## Sinh học
Gà nước Úc-Á được coi là tổ tiên của một số loài trên đảo bao gồm gà nươc Lord Howe đã tuyệt chủng và 2 loài takahē ở New Zealand. Trên các hòn đảo nơi các loài có quan hệ họ hàng gần đã tuyệt chủng hoặc suy giảm do sự can thiệp của con người, chẳng hạn như New Zealand hoặc New Caledonia, loài này đã tự thiết lập tương đối gần đây.